# Monocarpaceae
Monocarpaceae là một họ rêu trong bộ Marchantiales.